# Нощите на Кабирия
„Нощите на Кабирия“ (на италиански: Le notti di Cabiria) е италиански драматичен игрален филм в стилистиката на Италианския неореализъм, излязъл по екраните през 1957 година, режисиран по собствена идея от Федерико Фелини с участието на Джулиета Мазина в главната роля. Сценарият е написан също от Фелини в сътрудничество с Тулио Пинели, Енио Флаяно и Пиер Паоло Пазолини.

## Сюжет
Чистосърдечна и лесно ранима Кабирия (Джулиета Мазина) е проститутка с лош късмет. Дори нейните „колежки“ я взимат на подбив. Отчаяна тя се отправя към светилището на Божествената любов и в екстаза на религиозната служба, се моли за чудо, което да промени живота ѝ. И то сякаш се случва – след като илюзионист ѝ предрича розово бъдеще, Кабирия среща Оскар (Франсоа Перие). Той ѝ се обяснява в любов, тя му поверява всичките си спестявания. Предпочитанията на Оскар явно клонят към парите и той даже се опитва да я убие. Въпреки всичко, Кабирия за пореден път се отървава невредима и си дава сметка, че собствената ѝ наивност я проваля в живота. Загубила надежда, се залутва из нощната гора. Натъква се на група весели младежи. И усмивката се връща на лицето ѝ, сълзите секват: Кабирия е готова отново да поеме по своя път.

## В ролите
| Актьор          | Роля            |
| --------------- | --------------- |
| Джулиета Мазина | Кабирия         |
| Франсоа Перие   | Оскар Д’Онофрио |
| Франка Марци    | Ванда           |
| Амедео Надзари  | Алберто Ладзари |
| Алдо Силвани    | Хипнотизатотът  |
| Дориан Грей     | Джеси           |

## Награди и номинации
- През 1958 година „Нощите на Кабирия“ получава Оскар за най-добър чуждоезичен филм.